# Masako Chiba
Masako Chiba, född den 18 juli 1976, är en japansk före detta friidrottare som tävlade i maraton och långdistanslöpning under slutet av 1990-talet och början av 2000-talet.
Chiba deltog vid två internationella mästerskap och blev bronsmedaljör vid båda. Första gången var vid VM 1997 då hon tävlade på 10 000 meter och slutade som bronsmedaljör bakom Sally Barsosio och Fernanda Ribeiro på tiden 31.41,93.
Hennes andra framträdande var vid VM 2003 då hon blev bronsmedaljör i maraton. Denna gång var hon slagen av Catherine Ndereba och landsmannen Mizuki Noguchi. Hennes tid blev 2:25.09.